# Estación de Chueca

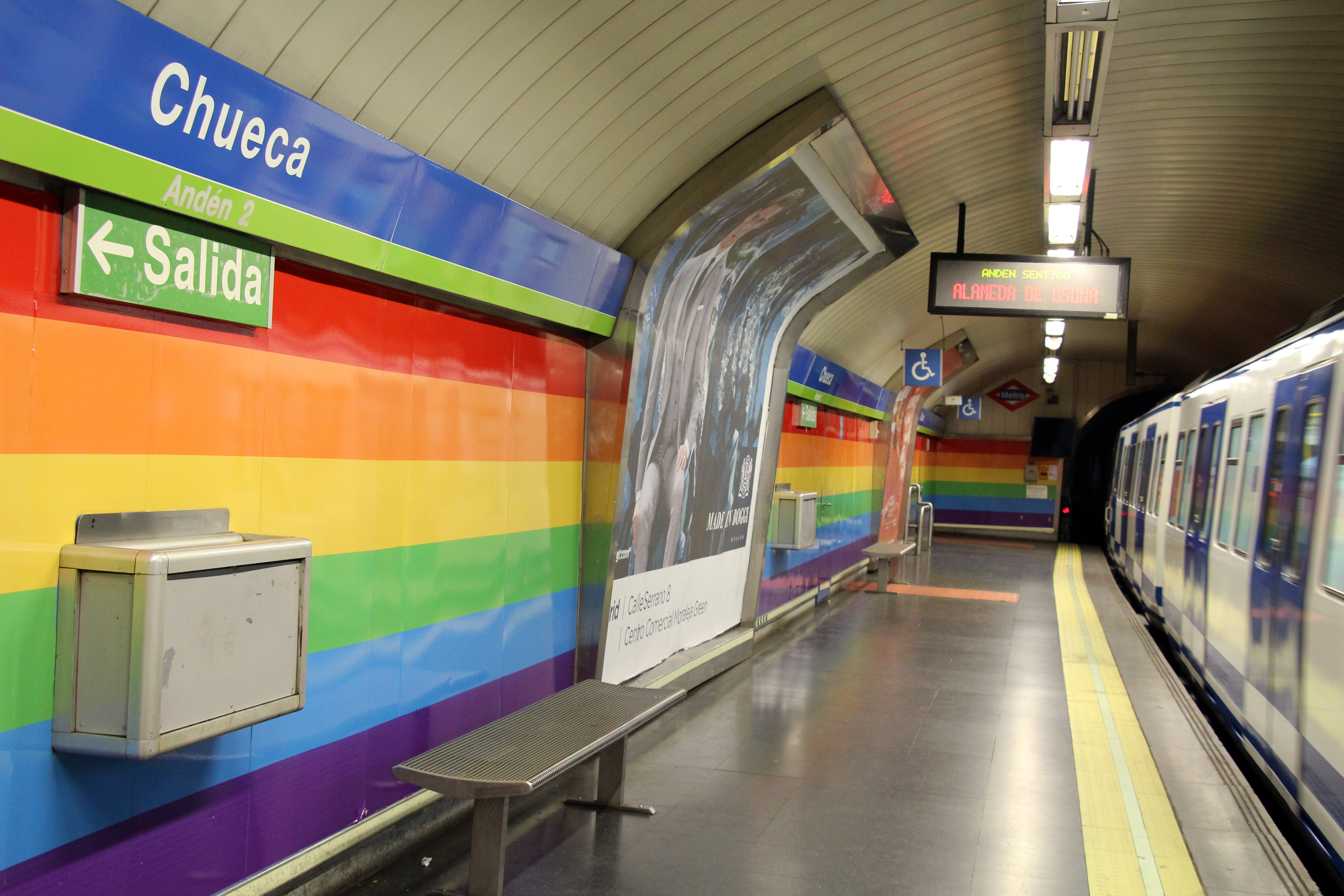
Andenes de la estación decorados con los colores de la bandera del orgullo.

Chueca es una estación de la línea 5 del Metro de Madrid situada bajo la plaza del mismo nombre, en el barrio de Justicia del distrito Centro. 

## Historia
La estación abrió al público el 26 de febrero de 1970, como parte del tramo Callao-Ventas de la línea 5, que fue puesto en servicio el lunes 2 de marzo del mismo año.
En 2016, producto de una campaña publicitaria de Netflix, las paredes de la estación fueron decoradas con los colores de la bandera LGBT. Esta decoración se mantendría de forma permanente, convirtiéndose en uno de los iconos de la estación. El 29 de junio de 2020 se anunció que el logotipo romboidal de la entrada de la estación tendría de forma permanente los colores de la bandera LGBT.

## Accesos
Vestíbulo Chueca
- Plaza de Chueca Pza. Chueca, 4

## Líneas y conexiones

### Metro
| << cabecera      | < estación      | línea | estación > | cabecera >>   |
| ---------------- | --------------- | ----- | ---------- | ------------- |
| Alameda de Osuna | Alonso Martínez |       | Gran Vía   | Casa de Campo |

### Autobuses
| Diurnos |                    |                               |
| Línea   | Destino            | Parada                        |
| 3       | Plaza de San Amaro | 278 CHUECA (C/ Hortaleza, 78) |

## Galería

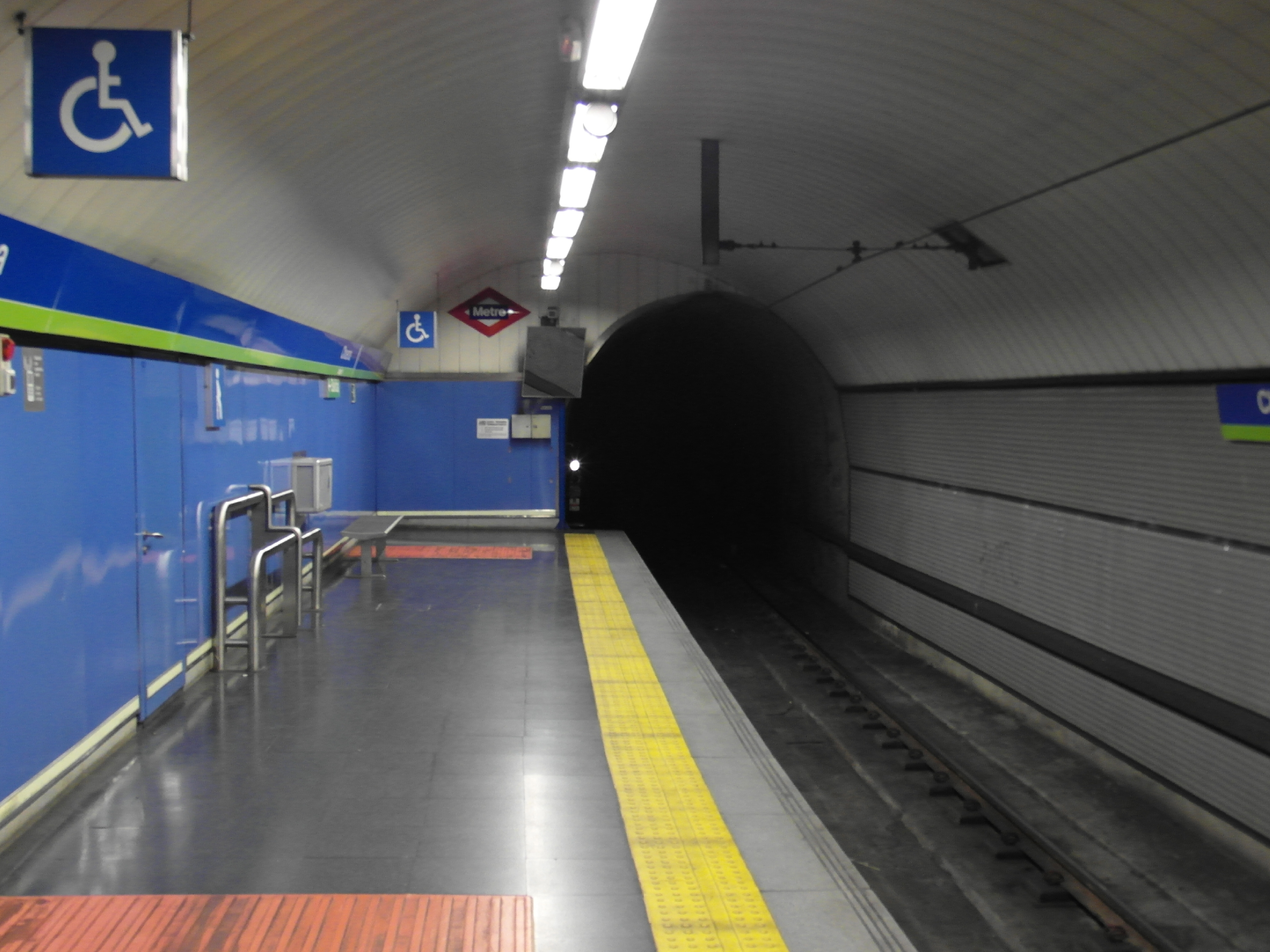
Estación antes de ser redecorada.
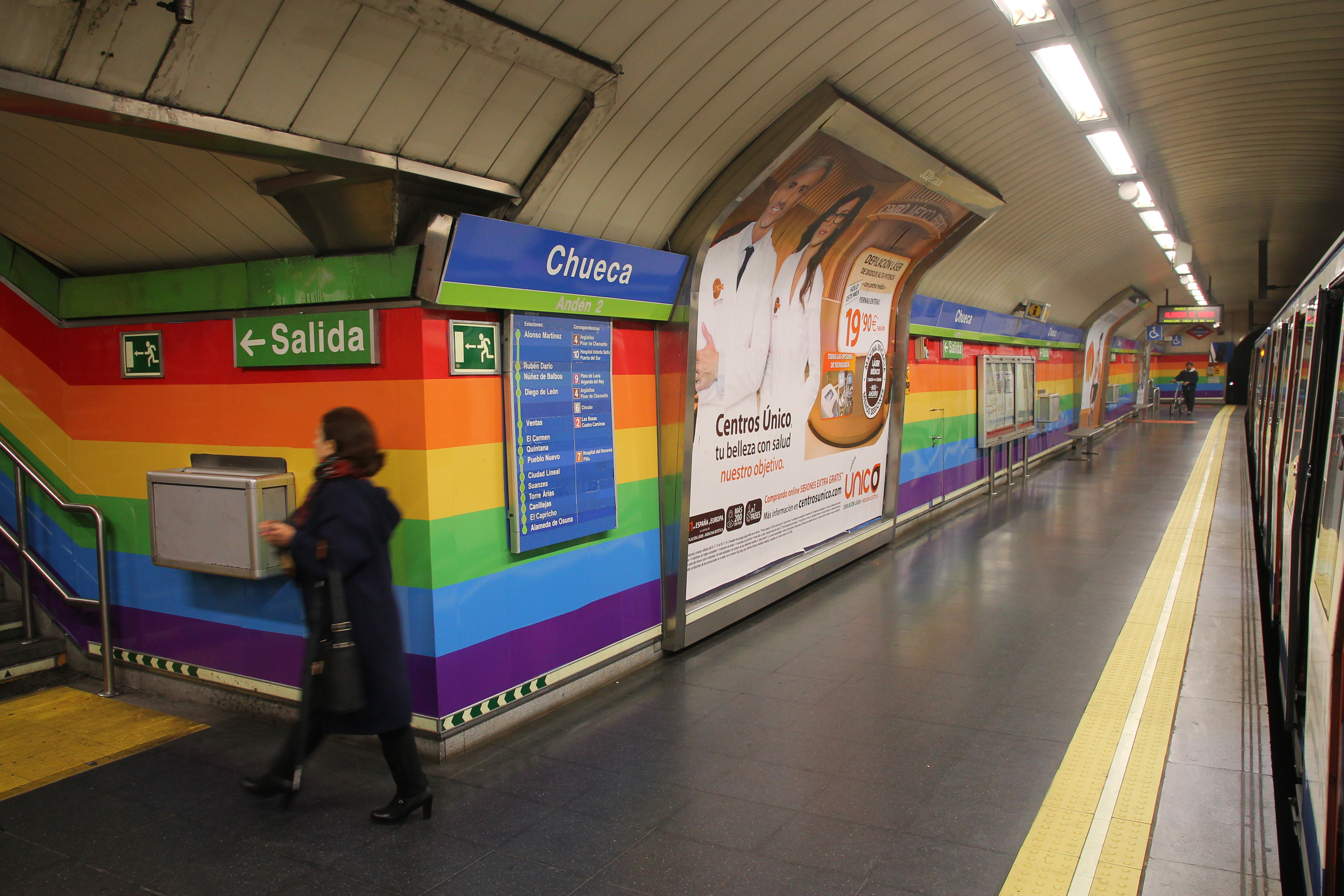
Andén de la estación.
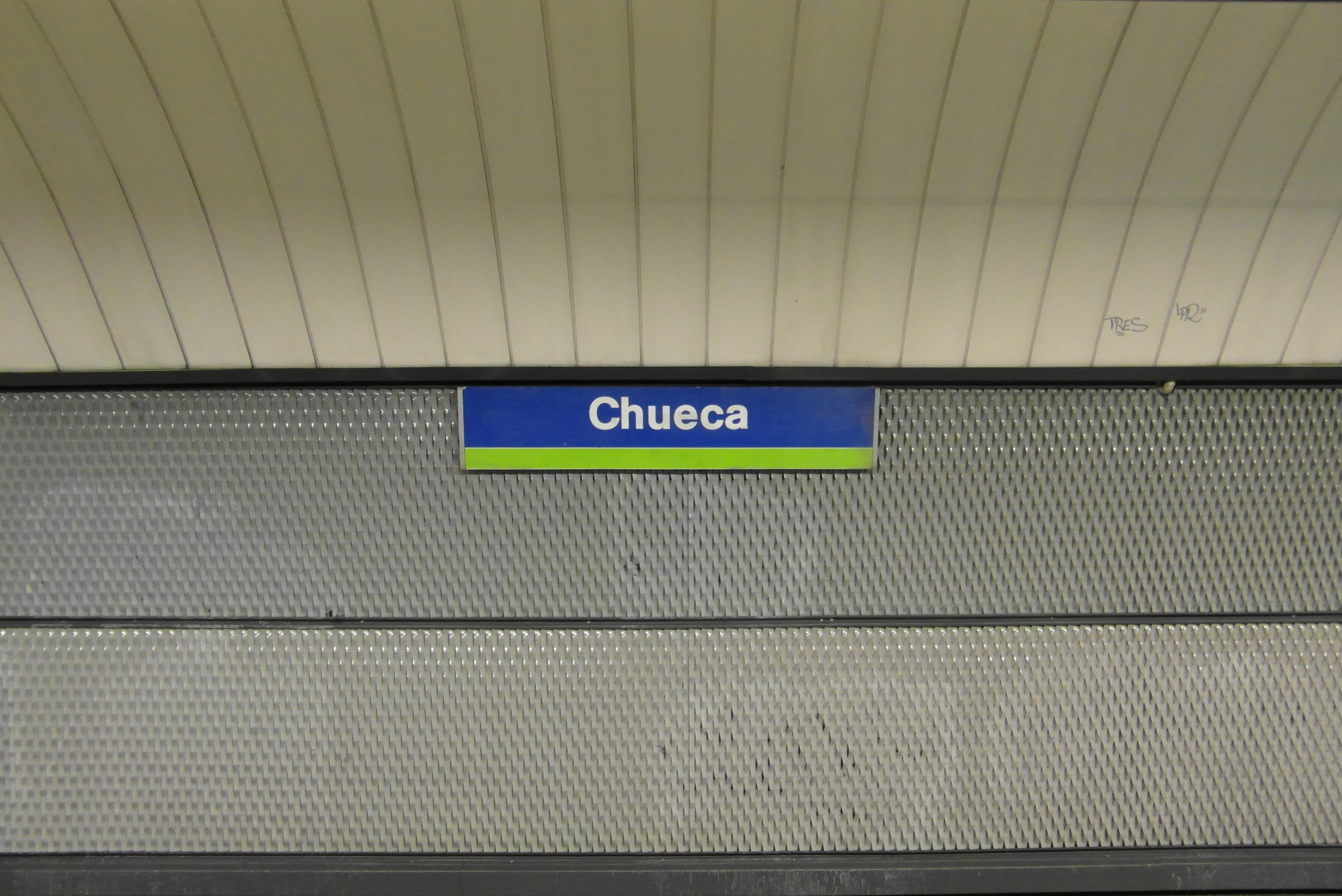
Letrero.
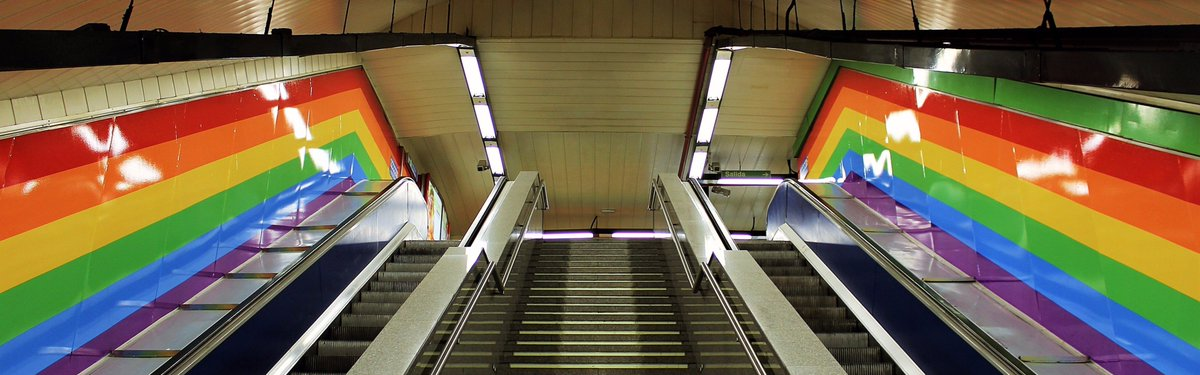
Escaleras mecánicas que dan acceso a la estación.
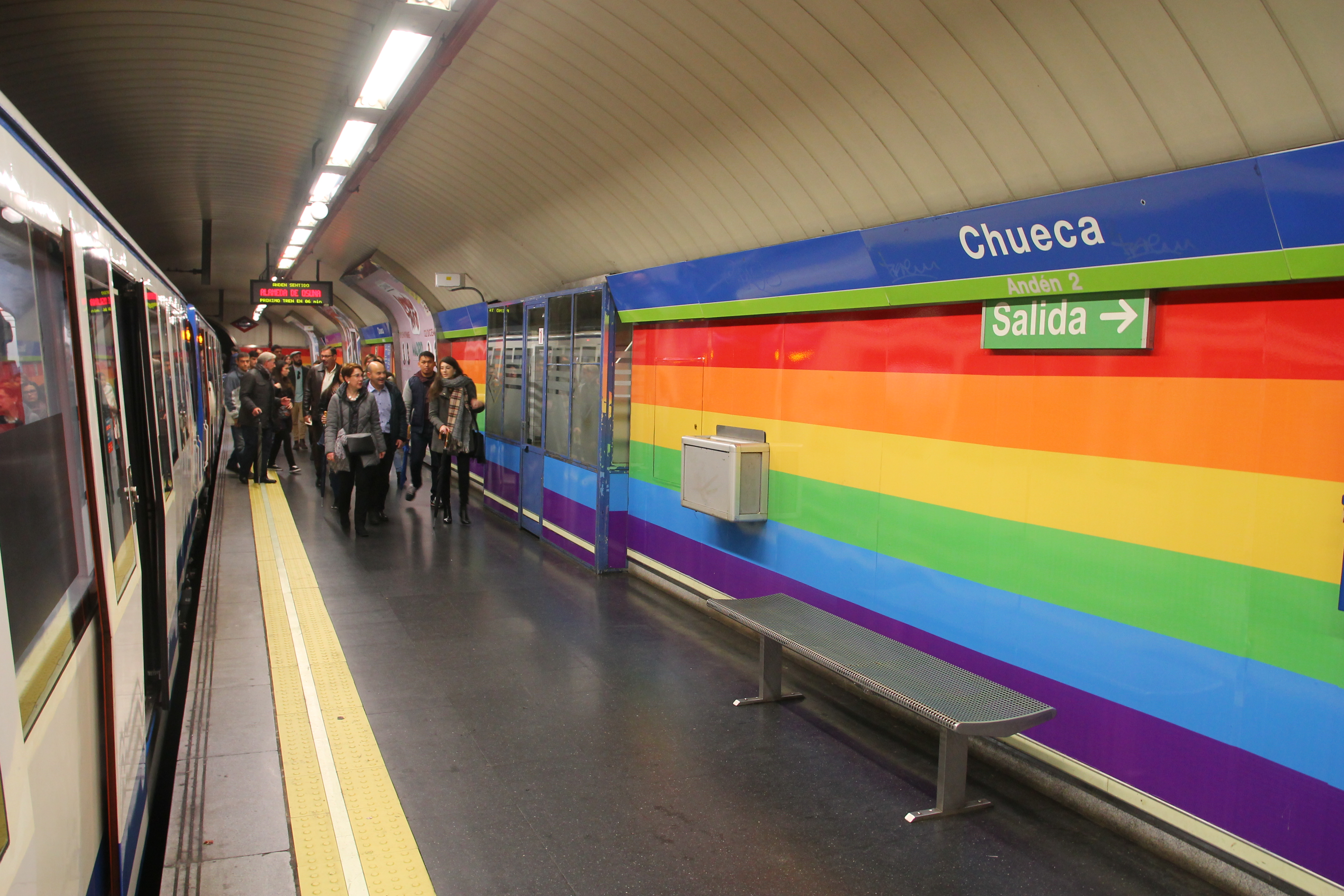
Andén de la estación.